# Hypsoropha adeona
Hypsoropha adeona là một loài bướm đêm trong họ Erebidae.